# Vogue (британський журнал)
Британське видання Vogue — журнал мод, уперше опублікований восени 1916 року.
Як філія оригінального американського журналу Vogue британський Vogue — це журнал, успіх якого заснований на рекламі, а не прибутках від продажів. 2007 року було опубліковано 2020 сторінок реклами в середньому £ 16,000 за сторінку. Це найбільш рентабельне видання серед решти видань Vogue. Британський Vogue є найприбутковішим британським журналом, а також найприбутковішим виданням Vogue, крім американської версії.

## Історія
Під час Першої світової війни, Condé Nast Publications, видавцю американського Vogue, доводилося мати справу з обмеженнями на закордонні перевезення, а також брак паперу в Америці. Британське видання Vogue стало відповіддю на цю проблему, забезпечуючи висвітлення світу моди Vogue на Британських островах, коли практично неможливо було отримати його звичайним порядком. За першого редактора лондонського видання, Елспета Чемпкомунела, журнал був по суті таким же, як американське видання, за винятком британського написання. Проте, Чемпкомунел вважав, що важливо, щоб Vogue був більше, ніж просто модний журнал. Це показано у статтях на тематику «суспільства і спортивних новинах… здоров'я і порад про красу … подорожей …» і в редакційних колонках, що робить його «вмілим коктейлем» Чемпкомунел займав редакційне крісло до 1922 року.
За час другого редактора, Дороті Тодд, відому за свою сміливість, особливо в напрямку поєднання мистецтва та моди, журнал змістив акценти від моди до літератури. Видіння вирізнялось статтями від Клів Бел про художні виставки в Парижі. Також подавались нариси хороших письменників, таких як Вірджинія Вулф і Олдос Гакслі. У зв'язку із зміною Дороті Тод, журнал втратив велику частину своїх читачів, вона провела лише два роки в посаді редактора. Дивовижно, що британський Vogue майже припинив свою діяльність до призначення третього редактора, Елісон Сетл, в 1926 році.
За Одрі Вітерс (редактор з 1940 по 1960 рік), журнал знову взяв літературний напрям, і під час Другої світової війни висвітлював воєнні події. У 1944 році американський фотограф Лі Міллер переконала Вітерс відправити її в Нормандію, щоб створити статтю про догляд за постраждалими у ході війни; Міллер потім слідує за наступом союзників у Європі, робить репортаж про звільнення Парижа і відправляє історію з Бухенвальда.

## Британський Vogue сьогодні
Головний редактор британського Vogue — Александра Шульман, яка ним стала в 1992 році. Свого часу вона як редактор залучила більше мільйона читачів. Шульман особливо відома за розробку колекційних британських видань Vogue, такі як «Випуск золотого тисячоліття», де таких знаменитостей і супермоделей, як Кейт Мосс можна знайти на обкладинці журналу. Шульман також хвалять за залучення до роботи відомих фотографів, таких як Маріо Тестіно.
Головний редактор журналу заявила, що «влада Vogue загальновизнана». Це місце, куди кожен хоче потрапити, щоб бути в світі моди «і 85 % читачів журналу згодні, що Vogue є Біблією моди». Журнал є тим елементом, що з'єднує моду вищими класами суспільства, навчає своїх читачів, як можна створити елегантний і сучасний зовнішній вигляд.
Редактор також стала відомою своєю спробою змінити обличчя моди. Вона підштовхнула дизайнерів відмовитися від використання моделі «розмір-Zero». Шульман зауважила, що «супер худі моделі більше не є прийнятними» і отримала багато позитивних відгуків від жінок з усього світу.
Сьогодні Британський Vogue є досить модернізованим. На сайті журналу (vogue.co.uk) понад 25 модних блогів про красу, моду і культуру. Також існує VogueTV, яке показує свіжі відео з подіумів та інтерв'ю з моделями та дизайнерами.